# Ingrid Gottfries
Ingrid Emelie Gottfries, född 3 mars 1926 i Borrby, död 23 september 2014 i Lund, var en svensk psykiater, psykoterapeut och släktforskare. Hon var verksam vid Lunds lasarett, Vipeholm, S:t Lars sjukhus och den psykiatriska öppenvårdskliniken i Lund. Hon var även en engagerad släktforskare som skrev flera böcker om sin släkt och hembygd.

## Biografi
Ingrid Gottfries föddes år 1926 på Gamlegård i Borrby, Simrishamns kommun, som sjätte barnet i en syskonskara av åtta. Fadern Julius Gottfries var agronom och politiker. Han var även lärare vid Rösiö, Tomelilla och Hammenhögs lantmannaskolor. Modern Ragnhild Gottfries delade sin makes intresse för lantbruk och lanthushåll. Hon var även politiskt aktiv, som ordförande i Svenska landsbygdens kvinnoförbund (SLKF, senare Centerns Kvinnoförbund, CK, nuvarande Centerkvinnorna), och kandidat i riksdagsvalet 1944.
Gården där Ingrid Gottfries växte upp tillsammans med sina sju syskon var 32 hektar stor och där bedrevs bland annat en omfattande frukt- och fröodling. Flera av Ingrid Gottfries syskon skulle komma att bli framstående inom sina respektive fält. Systern Charlotte Weibull var en av landets främsta folklivskonstnärer och dockskapare. Brodern Carl-Gerhard Gottfries, är liksom Ingrid Gottfries läkare med inriktning på psykiatri verksam som professor emeritus vid Göteborgs universitet.

### Studier och yrkesliv
Ingrid Gottfries avlade studentexamen vid Allmänna läroverket i Malmö år 1946. Efter tre år blev hon medicine kandidat. Hon skrev in sig på medicinska fakulteten i Lund 1947 och avlade kandidatexamen i juni 1949. År 1956 avlade hon medicine licentiat-examen. Under sin utbildning och specialisering, åren 1952–1956 samt 1957–1962, arbetade hon som amanuens och underläkare på psykiatriska kliniken och barnpsykiatriska kliniken på Lunds lasarett. Under en kortare period, 1955–1956, arbetade hon även på Vipeholms sjukhus. Från 1962 och fram till 1984 arbetade hon på S:t Lars sjukhus i Lund, där hon började som underläkare på sjukhusets egen forskningsavdelning, och sedermera blev överläkare på Klinik C. Innan Ingrid Gottfries blev överläkare var hon under åren 1969–1971 sammankallande för Kriminalpolitiska sällskapet i Skåne. Under samma tid var hon även redaktör och ansvarig utgivare för tidskriften Kontakt och aktiv i tillkomsten av patientföreningen Måndagsklubben.
När Ingrid Gottfries arbetade på forskningsavdelningen på S:t Lars sjukhus kom hon i kontakt med psykologen Sven Marke, som utvecklade olika typer av personlighetsmätande test. De publicerade ett par artiklar tillsammans under slutet av 1960-talet. I slutet av 1960-talet blev Marke influerad av den danske psykologen Wulff Feldman och i juni 1969 bildades Gruppterapeutiskt Forum. Inom ramen för Gruppterapeutiskt Forums kursverksamhet verkade psykologstudenten Lejf ”Daggis” Blomqvist, en vän till Ingrid Gottfries, och en av pionjärerna för den gruppterapeutiska behandlingsmetoden psykodrama. Behandlingsmetoden introducerades så småningom på S:t Lars sjukhus, inte minst på grund av att Ingrid Gottfries fann den intressant.
Ingrid Gottfries har beskrivits som en orädd och kontroversiell klinikchef. Under 1970-talet förändrades den psykiatriska verksamheten på S:t Lars sjukhus och ett flertal nya behandlingsmetoder introducerades. Ingrid Gottfries framhöll aktionsterapi, psykodrama, familjeterapi och ADL som särskilt viktiga. I rapporterna som hon bidrog till framträder en resonerande och reflekterande överläkare.
År 1980 gifte sig Ingrid Gottfries med Nils Christensson, en kollega på S:t Lars sjukhus. De var gifta fram till makens bortgång 1991. Därefter flyttade Ingrid Gottfries från en villa i Lund till en lägenhet i centrum av staden.
År 1984 öppnade den nya psykiatriska öppenvårdscentralen på Lilla Gråbrödersgatan i Lund och Ingrid Gottfries blev överläkare där. Här arbetade hon fram till att hon gick i pension 1991. Vid sidan av sitt arbete utbildade hon sig inom psykoterapi och blev 1988 legitimerad psykoterapeut. Hon drev därefter en privat psykoterapipraktik fram till 1991.

### Släktforskning
Släktforskning hade alltid intresserat henne, men först när hon blev pensionär började hon att släktforska på allvar. I en av sina släktböcker uttryckte hon att det troligtvis var hennes moder Ragnhild som lockade henne att börja. Efter att fadern Julius hade gått bort kom Ingrid Gottfries sin mamma nära. De tillbringade mycket tid i Vomb för att titta i släktarkivet.
Ingrid Gottfries var aktiv i släktforskarorganisationer och var även ordförande i Lunds släktforskarförening under åren 1998–2002. Hon bidrog till många artiklar i deras medlemsnummer och gav tips och råd till andra släktforskare. Särskilt lade hon kraft på att introducera andra släktforskare för olika digitala hjälpmedel och källmaterial. Under åren 2001–2009 utkom Ingrid Gottfries med en handfull böcker om sin egen släkt. En av böckerna skrev hon tillsammans med sina systrar och den berörde framförallt deras föräldrar. Hon skrev också om sin moster Erica Lannefors som var handarbetslärarinna, och om sin släkting Ingrid Andersson som startade Nationaldräktsaffären i Malmö. Hon intresserade sig för sin syster Charlotte Weibulls verksamhet och just böckerna om Erica Lannefors och Ingrid Andersson är ett resultat av deras nära samarbete.
Ingrid Gottfries idoga arbete och resultat inom släktforskningen är sparat för eftervärlden på Landsarkivet i Lund. I fråga om yrkesgärningen är särskilt arbetet för att bejaka patientperspektivet och öka patienternas medbestämmande i den psykiatriska vården värt att framhäva.
Ingrid Gottfries avled 2014. Hon ligger begravd i familjegraven på Vombs kyrkogård.